# Sarcotheca celebica
Sarcotheca celebica är en harsyreväxtart som beskrevs av Jan Frederik Veldkamp. Sarcotheca celebica ingår i släktet Sarcotheca och familjen harsyreväxter. Inga underarter finns listade i Catalogue of Life.